# Аграфеновка (слобода)
Аграфеновка — слобода в Родіоново-Несвітайскому районі Ростовської області, Росія. Слобода розташована над лівою притокою Тузлової річкою Кріпка нижче Барило-Кріпинської.
Входить до складу Барило-Кріпинського сільського поселення.
Населення — 1065 осіб (2010 рік).

## Географія

### Вулиці
| - вул. Будьонного, - вул. Гагаріна, - вул. Дзержинського, - вул. Кірова, - вул. Леніна, | - вул. Молодіжна, - вул. Просвіти, - вул. Садова, - вул. Степова, - вул. Щербакова | - пер. Зарічний. |

## Пам'ятки

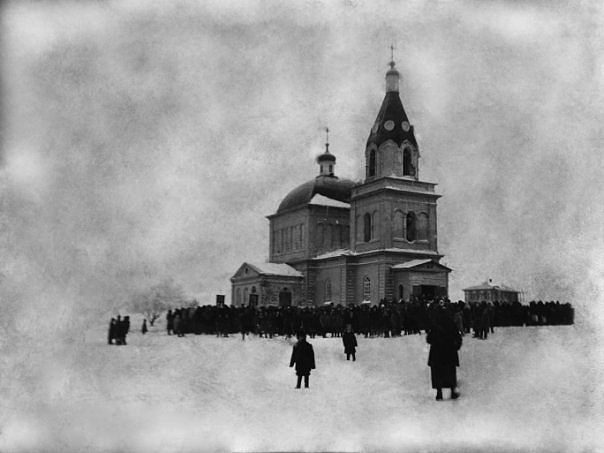
Храм Одигітрієвської ікони Божої Матері до революції

В слободі розташовано Храм Одігітрієвської ікони Божої Матері.